# スパモク!!
『スパモク!!』は、TBS系列で、2010年4月15日から2012年9月27日まで毎週木曜日の19:00 - 20:54（JST）に放送された単発特別番組枠の名称である。ハイビジョン制作。英字表記は「SUPER THURSDAY（スーパーサーズデー）」。

## 概要
TBSにおけるゴールデンタイムの単発番組枠は、2009年（平成21年）9月15日に終了した『バラエティーニュース キミハ・ブレイク』以来7ヶ月ぶりとなるが、木曜日に単発枠が置かれるのは1955年（昭和30年）の開局以来初めてとなる。
この番組は、TBSでの単発番組枠として初となる19・20時台の全編がローカルセールス枠での放送となり、同時ネット局でも野球中継や自社制作番組、他系列番組などに差し替えられる場合がある。木曜19時枠がローカルセールス枠となるのは、『徳光和夫の感動再会"逢いたい"』以来1年ぶり。
後述の通り、差し替えに伴い、未放送或いは遅れネットになることも多い。特に毎日放送はTBSとの同時ネットを殆ど実施せず、自社制作の特別番組を中心に編成。このため、非ネット局である青森テレビと南日本放送よりも同時ネットする回数が少ない。また、毎日放送制作特番を同時または遅れネットで放送する地方局もあった。毎日放送や中部日本放送が「スパモク!!」の共同制作局として参加し同時ネット放映する場合もあった。
この枠では字幕放送を実施しているが、時差放送が行われる場合は実施されない事もあった。
プロ野球シーズン中は野球中継も随時放送される（『侍プロ野球』のタイトルで全国放送される読売ジャイアンツがビジターとなる試合の他、プロ野球チームがある都道府県向けへ差し替え放送も多数あり）。なお、『スパモク!!』とは別の特別番組扱いであるので、下表の一覧には『侍プロ野球』の放送スケジュールは加えていない。
始まる際には、画面左上に番組ロゴが、10秒程表示される。番組によっては表示されない場合もあった。
2012年9月で終了。10月より、19時台は『使える芸能人は誰だ!?プレッシャーバトル!!』（当枠で放送した特番のレギュラー化）、20時台には『イカさま☆タコさま』（改題した上で枠移動）、19:55 - 20:00枠はミニ番組『とっておき日本』（関東ローカル、金曜22:54から移動）を編成する。単発番組枠は『水トク!（第2期）』となり、2008年9月まで放送の『水曜スペシャル』以来4年ぶりに水曜19・20時台に編成し、タイトルは2008年7月以来の再登用となった。TBSにおける水曜日のゴールデンタイムは2時間番組が2本連続（『水トク!』と『水曜プレミアシネマ』）で放送されることになる。『スパモク!!』最終回の番組表には最終日を知らせる（終）マークが付かなかった。また、この改編より、テレビ山梨、信越放送、山陰放送、山陽放送、熊本放送が単発番組枠のネットを打ち切るが、中部日本放送は再び単発番組枠のネットに復帰する。

## 放送局

### ネット局
全編ローカルセールス枠のため、通常時同時ネット局でも、臨時非ネットもしくは後日振替とする局がある一方で、通常時非ネット局で臨時ネットとすることがあった。
| 放送対象地域  | 放送局                   | 放送時間           | 備考       |
| ------------- | ------------------------ | ------------------ | ---------- |
| 関東広域圏    | TBSテレビ (TBS)          | 木曜 19:00 - 20:54 | 【制作局】 |
| 北海道        | 北海道放送 (HBC)         | 木曜 19:00 - 20:54 | [ 注 4 ]   |
| 岩手県        | IBC岩手放送 (IBC)        | 木曜 19:00 - 20:54 | [ 注 5 ]   |
| 宮城県        | 東北放送 (TBC)           | 木曜 19:00 - 20:54 | [ 注 6 ]   |
| 山形県        | テレビユー山形 (TUY)     | 木曜 19:00 - 20:54 |            |
| 福島県        | テレビユー福島 (TUF)     | 木曜 19:00 - 20:54 |            |
| 山梨県        | テレビ山梨 (UTY)         | 木曜 19:00 - 20:54 |            |
| 新潟県        | 新潟放送 (BSN)           | 木曜 19:00 - 20:54 | [ 注 7 ]   |
| 長野県        | 信越放送 (SBC)           | 木曜 19:00 - 20:54 | [ 注 8 ]   |
| 静岡県        | 静岡放送 (SBS)           | 木曜 19:00 - 20:54 |            |
| 富山県        | チューリップテレビ (TUT) | 木曜 19:00 - 20:54 |            |
| 石川県        | 北陸放送 (MRO)           | 木曜 19:00 - 20:54 |            |
| 近畿広域圏    | 毎日放送 (MBS)           | 木曜 19:00 - 20:54 | [ 注 9 ]   |
| 鳥取県･島根県 | 山陰放送 (BSS)           | 木曜 19:00 - 20:54 | [ 注 10 ]  |
| 岡山県･香川県 | 山陽放送 (RSK)           | 木曜 19:00 - 20:54 | [ 注 11 ]  |
| 広島県        | 中国放送 (RCC)           | 木曜 19:00 - 20:54 | [ 注 12 ]  |
| 愛媛県        | あいテレビ (itv)         | 木曜 19:00 - 20:54 |            |
| 長崎県        | 長崎放送 (NBC)           | 木曜 19:00 - 20:54 |            |
| 熊本県        | 熊本放送 (RKK)           | 木曜 19:00 - 20:54 | [ 注 13 ]  |
| 青森県        | 青森テレビ（ATV）        | 不定期放送         | 不定期放送 |
| 中京広域圏    | 中部日本放送（CBC）      | 不定期放送         | 不定期放送 |
| 山口県        | テレビ山口（tys）        | 不定期放送         | 不定期放送 |
| 高知県        | テレビ高知（KUTV）       | 不定期放送         | 不定期放送 |
| 福岡県        | RKB毎日放送（RKB）       | 不定期放送         | 不定期放送 |
| 大分県        | 大分放送（OBS）          | 不定期放送         | 不定期放送 |
| 宮崎県        | 宮崎放送（MRT）          | 不定期放送         | 不定期放送 |
| 鹿児島県      | 南日本放送（MBC）        | 不定期放送         | 不定期放送 |
| 沖縄県        | 琉球放送（RBC）          | 不定期放送         | 不定期放送 |

## 放送された企画
太字はJNN全局ネットで放送。また通常ネットしない放送局が臨時にネット受けをした場合はその番組の備考欄にその都度記載した。

### 2010年
| 放送日   | 企画                                                                              | 備考 |
| -------- | --------------------------------------------------------------------------------- | --- |
| 4月15日  | 世界のぞき見!シュラバ劇場                                                         | 北海道放送・中部日本放送・中国放送はプロ野球中継に差し替え。北海道放送・中部日本放送は後日振替放送。                                                                                           |
| 4月22日  | ダイエットSP あの日に帰りたい 芸能人版                                            | 北海道放送はプロ野球中継に差し替えたため後日振替放送。 信越放送は下記番組に差し替え。 |
| 4月29日  | 有名人がこっそり通う開運パワースポットSP 神社仏閣ウォーカー                       | |
| 5月6日   | 体当たりクイズ!イマジニアSUPER!                                                   | |
| 5月13日  | 体のフシギが丸分かり!! 人体謎解きバラエティ カラダマニア                          | 熊本放送は下記番組に差し替え。 北海道放送・中部日本放送・毎日放送はプロ野球中継に差し替え。北海道放送・中部日本放送は後日振替放送。                                                            |
| 5月20日  | 一流芸能人に売り込め 全世界から独自入手!? 夢の（秘）超極上品!公開お見立てSHOW     | TBSテレビ・毎日放送共同制作。 信越放送は下記番組に差し替え。 中国放送は下記番組に差し替え。 |
| 5月27日  | ザ!芸能人ナイショのストーリー（秘）映像GP                                         | 北海道放送・中部日本放送はプロ野球中継に差し替え。北海道放送は後日振替放送。 山陽放送はこの回から原則同時ネット。                                                                              |
| 6月3日   | 女の波乱万丈人生スペシャル 私たちは輝いていた〜栄光からの第二の人生〜             | 山陰放送は同時ネットで放送。 |
| 6月17日  | 美空ひばり 没後21年 幻の歌声を今夜初公開!                                         | 毎日放送・山陽放送は下記番組に差し替えたため後日振替放送。 |
| 6月24日  | 教科書にのせたい!（秘）新事実&驚異の映像50連発                                    | 静岡放送は下記番組に差し替え。 北海道放送・中部日本放送・RKB毎日放送はプロ野球中継に差し替え。北海道放送・中部日本放送は後日振替放送。                                                         |
| 7月8日   | 激ヤセ超ダイエット4 あの日に帰りたい                                              | 北海道放送・毎日放送はプロ野球中継に差し替えたため後日振替放送。 |
| 7月15日  | ニッポンが崩壊する!緊急生放送スペシャル みのもんたVS国会議員ずばッとコロシアムVII | 東北放送・毎日放送・RKB毎日放送は当初プロ野球中継に差し替え予定だったがいずれも試合中止のため当番組を同時ネット。 南日本放送は同時ネットで放送。                                               |
| 7月22日  | ペットが行きたがる診療所                                                          | 毎日放送は下記番組に差し替え。 |
| 7月29日  | 世界中の恐怖映像2010 こんな映像なぜ撮れた超コワい絶叫動画50!                      | 北海道放送はプロ野球中継に差し替え。 中部日本放送は下記番組に差し替えたため後日振替放送 毎日放送はプロ野球中継が予定されていたが雨天中止となり当番組の毎日放送での未放送回の時差ネットに変更。 |
| 8月5日   | あの“レイトン教授”が推理クイズ番組に!家族みんなで楽しめるナゾトキアカデミー!      | 毎日放送は下記番組に差し替え。 長崎放送・熊本放送は下記番組に差し替え。 |
| 8月12日  | 世界のコワ〜イ女たち ホントにあった!仰天事件簿SP                                  | 北海道放送・毎日放送はプロ野球中継に差し替え。 |
| 8月19日  | クギヅケ!おもしろ動画SHOW                                                         | 北海道放送・毎日放送はプロ野球中継に差し替えたため後日振替放送。 中国放送は下記番組に差し替え。                                                                                                |
| 8月26日  | 常識逆転バラエティ!!運命の選択                                                    | 毎日放送・熊本放送は下記番組に差し替え。 |
| 9月2日   | みのもんた66歳の逆襲 本当はコワ〜い!!街の声                                       | 北海道放送・中部日本放送はプロ野球中継に差し替えたため後日振替放送。 毎日放送は下記番組に差し替えたため後日振替放送。                                                                          |
| 9月9日   | 世界ぶっちぎり映像!天下無敵の超最強動画 ベストオブベストSP                        | 北海道放送・中部日本放送・毎日放送はプロ野球中継に差し替えたため後日振替放送。 南日本放送は同時ネットで放送。                                                                                  |
| 9月16日  | ザ・運命カウンセラー                                                              | 北海道放送はプロ野球中継に差し替えたため、後日振替放送。 中部日本放送は下記番組に差し替えたため後日振替放送。 信越放送は下記番組に差し替え。                                                   |
| 9月30日  | 激撮!密着警察24時!犯罪捜査最前線SP                                                | 全国ネット |
| 10月7日  | 秋の皇室SP2010 愛子さま悠仁さまへ…美智子さまの愛と真実 心に響く軽井沢夏物語       | 山陰放送・RKB毎日放送・南日本放送は同時ネットで放送。 熊本放送は下記番組に差し替え。 |
| 10月14日 | 世界衝撃映像100連発!奇跡の瞬間!それでも彼らは生き残ったSP                         | 中部日本放送はこの回から原則非ネット。 |
| 10月28日 | ドラフト緊急生特番!お母さんありがとう…母と子壮絶ドキュメント 運命の瞬間生中継     | 毎日放送は下記番組に差し替え。 南日本放送は同時ネットで放送。 |
| 11月4日  | 世界のコワ〜イ女たち ホントにあった!仰天事件簿SP4                                 | 南日本放送は同時ネットで放送。 静岡放送は下記番組に差し替え。 |
| 11月11日 | 最強の女子力決定戦!!アイドル年の差バトル                                          | 毎日放送は下記番組に差し替えたため後日振替放送。 中国放送は下記番組に差し替えたため後日振替放送。 信越放送は下記番組に差し替え。                                                               |
| 11月18日 | 第43回日本有線大賞                                                                | 全国ネット |
| 11月25日 | 草野仁の探検TV 撮影許可がおりました                                               | 静岡放送は下記番組に差し替え。 毎日放送は下記番組に差し替え。 |
| 12月2日  | 世界ぶっちぎり映像!天下無敵の超最強動画 ベストオブベストSP2                       | 南日本放送は同時ネットで放送。 毎日放送は下記番組に差し替えたため、後日振替放送。 中国放送は下記番組に差し替え。                                                                               |
| 12月9日  | 小さな命を救え…熱き獣医ドリトルたち 密着!動物病院物語                             | |
| 12月16日 | 常識逆転バラエティ!!運命の選択〜あなたの命を守る生死を分けた選択SP〜              | |
| 12月23日 | 激闘大家族スペシャル“大自然の小さな家”                                            | 南日本放送は同時ネットで放送。 信越放送は下記番組に差し替え。 |

### 2011年
| 放送日   | 企画                                                                                        | 備考 |
| -------- | ------------------------------------------------------------------------------------------- | --- |
| 1月6日   | 潜入!日本警察の秘密初公開100連発                                                            | 中部日本放送・中国放送・琉球放送を除く非ネット局でも同時ネットで放送。 中国放送は下記番組に差し替え。 |
| 1月13日  | 爆!爆!爆笑問題 芸能界ザ・密告SP                                                             | |
| 1月20日  | 世界の果ての日本人!〜ここが私の理想郷〜                                                     | 南日本放送は同時ネットで放送。 |
| 1月27日  | 教科書にのせたい!第3弾!ホントは恐い世界の真実大解明SP                                       | 南日本放送は同時ネットで放送。 北陸放送は下記番組に差し替えたため後日振替放送。 |
| 2月3日   | 世界ぶっちぎり映像(3)天下無敵の最強動画!ベストオブベストSP                                  | 毎日放送・熊本放送は下記番組に差し替え。 |
| 2月10日  | 爆!爆!爆笑問題 芸能界ザ・密告SP2                                                            | 毎日放送は下記番組に差し替えたため後日振替放送。 |
| 2月17日  | プロQ〜なるほど!プロが認めるベスト1 総力取材しましたSP                                      | TBSテレビ・中部日本放送共同制作。 制作局の為この日に限り中部日本放送でも同時ネット。 南日本放送は同時ネットで放送。 毎日放送は下記番組に差し替えたため後日振替放送。 |
| 2月24日  | 見た事ナイ!映像発掘TVホリダス                                                               | 南日本放送は同時ネットで放送。 毎日放送は下記番組に差し替え。 |
| 3月3日   | お坊さんがズバリ!解決!紳助の駆け込み寺                                                      | 毎日放送は下記番組に差し替えたため後日振替放送。 長崎放送は下記番組に差し替えたため後日振替放送。 |
| 3月10日  | ニッポン大女優伝説                                                                          | 山陽放送・中国放送・熊本放送は下記番組に差し替え。中国放送は後日振替放送。 長崎放送は下記番組に差し替え。 IBC岩手放送は下記番組に差し替えたため後日振替放送。 |
| 3月17日  | 名作ドラマ大事典!今夜限りの同窓会SP                                                         | 南日本放送は同時ネットで放送。 IBC岩手放送は下記番組に差し替え。 |
| 3月24日  | 3年B組金八先生・同窓会スペシャル                                                            | 南日本放送は同時ネットで放送。 静岡放送は下記番組に差し替え。 IBC岩手放送は下記番組に差し替えたため後日振替放送。 熊本放送は下記番組に差し替え。 |
| 3月31日  | あなたの知らない僕らのウマめし大賞2                                                         | IBC岩手放送・宮崎放送を除く非ネット局でも同時ネットで放送。 |
| 4月7日   | 激撮!密着警察24時!犯罪捜査最前線SP!                                                         | 当初は2011年4月3日の19:00 - 20:54に全国ネットで放送予定だったが震災による番組編成の影響で延期になった。 山陰放送は同時ネットで放送。 毎日放送・熊本放送は下記番組に差し替え。毎日放送は後日振替放送。 東北放送・テレビユー山形は下記番組に差し替え。東北放送は後日振替放送。            |
| 4月14日  | 芸人記者〜春の取材魂 体当たりスクープSP3                                                    | 毎日放送・中国放送はプロ野球中継に差し替え。このうち毎日放送は後日振替放送。 山陰放送・南日本放送は同時ネットで放送。 |
| 4月28日  | 田中好子さん緊急追悼特番 ありがとうスーちゃん 永遠のキャンディーズ                          | 非ネット局の山陰放送・琉球放送でも予定を変更して放送。 信越放送は下記番組に差し替え。 毎日放送、中国放送はプロ野球中継に差し替え。 長崎放送はラグビー中継に差し替え。 |
| 5月5日   | キングオブチェアー 芸能界最強イス取り王決定戦スペシャル!                                    | 当初は2011年3月19日の19:00 - 20:54に全国ネットで放送予定だったが、震災による番組編成の影響で延期になった。 南日本放送は同時ネットで放送。 IBC岩手放送は下記番組に差し替えたため後日振替放送。                                                                                           |
| 5月12日  | お坊さんがズバリ!解決!紳助の駆けこみ寺(2)                                                   | 北海道放送・東北放送はプロ野球中継に差し替え予定だったが、雨天中止となり、当番組の同時ネットに変更。 南日本放送は同時ネットで放送。 毎日放送はプロ野球中継に差し替えたため後日振替放送。                                                                                                |
| 5月19日  | 世界ぶっちぎり映像(4)超カワイイ爆笑動画!ベストオブベストSP                                  | 当初は2011年4月28日放送予定であったものが変更となった。 山陰放送・琉球放送でも同時ネット。 |
| 5月26日  | 世界の果ての日本人!〜ここが私の理想郷〜                                                     | 北海道放送はプロ野球中継に差し替えたため後日振替放送。 毎日放送は下記番組に差し替えたため後日振替放送。 |
| 6月2日   | ようこそ!赤ちゃん!希望と感動の出産物語                                                      | 毎日放送は下記番組に差し替えたため後日振替放送。 |
| 6月9日   | THEテッパン                                                                                 | 北海道放送、東北放送、毎日放送はプロ野球中継に差し替え。北海道放送・東北放送は後日振替放送。 南日本放送は同時ネットで放送。 |
| 6月16日  | 美空ひばり・23回忌今夜限りの完全保存版心に愛くちびるに歌を昭和の歌姫よ永遠に!               | 毎日放送は下記番組に差し替えたため後日振替放送。 中国放送はプロ野球中継に差し替えたため後日振替放送。 テレビ山口は後日振替放送。 |
| 6月23日  | 世界ぶっちぎり映像(5)笑撃!話題の新作動画トコトン見せますSP                                  | 北海道放送は下記番組に差し替えたため後日振替放送。 IBC岩手放送は下記番組に差し替えたため後日振替放送。 熊本放送は下記番組に差し替えたため後日振替放送。 |
| 6月30日  | ニッポン大女優伝説2                                                                         | 北海道放送、東北放送、テレビユー福島はプロ野球中継に差し替え。 北海道放送は後日振替放送。 IBC岩手放送は下記番組に差し替えたため後日振替放送。 南日本放送は同時ネットで放送。 |
| 7月7日   | 激闘大家族スペシャル 自給自足19年・大自然の小さな家2                                        | 北海道放送はプロ野球中継に差し替えたため後日振替放送（字幕放送も実施）。 毎日放送・長崎放送・熊本放送は下記番組に差し替え。毎日放送は後日振替放送。 中国放送は下記番組に差し替えたため後日振替放送。                                                                                    |
| 7月14日  | いきものがたり                                                                              | 東北放送はプロ野球中継に差し替えたため後日振替放送。 信越放送は下記番組に差し替え。 毎日放送は下記番組に差し替えたため後日振替放送。 |
| 7月21日  | 女の波乱万丈人生SP プロ野球選手の妻たち                                                     | チューリップテレビはプロ野球フレッシュオールスターゲーム中継に差し替えたため後日振替放送。 毎日放送は下記番組に差し替えたため後日振替放送。 中国放送は下記番組に差し替えたため後日振替放送。                                                                                            |
| 7月28日  | 爆!爆!爆笑問題 芸能界ザ・密告SP4                                                            | 青森テレビ・南日本放送は同時ネットで放送。 信越放送は下記番組に差し替えたため後日振替放送。 毎日放送はプロ野球中継に差し替えたため後日振替放送。 |
| 8月4日   | 世界の恐怖映像2011!! 超コワイ絶叫動画SP                                                     | 北海道放送、東北放送はプロ野球中継に差し替えたため、後日振替放送。 南日本放送は同時ネットで放送。 2011年9月2日の19:00 - 20:54に『世界の恐怖映像最強版 絶叫度100％! ベストオブベスト』として全国ネット向けに再編集したものをあらためて放送。                                             |
| 8月11日  | 浅田真央&長友が激白! 独占!噂のヒーローインタビュー                                          | 北海道放送、毎日放送、中国放送はプロ野球中継に差し替え。北海道放送・中国放送は後日振替放送。 IBC岩手放送は下記番組に差し替え。 東北放送は下記番組に差し替えたため後日振替放送。 チューリップテレビは下記番組に差し替え。 RKB毎日放送は同時ネットで放送。 熊本放送は下記番組に差し替え。 |
| 8月18日  | 芸能人が見た!投稿!天然マジかよ!?スクープ                                                    | 北海道放送はプロ野球中継に差し替えたため後日振替放送。 テレビ山梨は下記番組に差し替えたため後日振替放送。 毎日放送は下記番組に差し替え。 |
| 8月25日  | 明石家さんまのずっとあなたが好きだった!                                                     | 北海道放送はプロ野球中継に差し替えたため後日振替放送。 青森テレビは同時ネットで放送。 毎日放送・熊本放送は下記番組に差し替え。熊本放送は後日振替放送。 |
| 9月8日   | 世界の強運実話!もってる人グランプリ                                                         | 当初は「お坊さんがズバリ!解決!紳助の駆けこみ寺(3)」を放送する予定だったが、8月23日に島田紳助が芸能界引退したため番組変更となった。 青森テレビは同時ネットで放送。 東北放送、毎日放送はプロ野球中継に差し替えたため後日振替放送。                                                        |
| 9月15日  | 甦る昭和の歌姫伝説 華麗なる人生の光と影 今夜限りの完全保存版                                | 北海道放送、毎日放送、中国放送はプロ野球中継に差し替えたため後日振替放送。 |
| 9月22日  | 100kg超級ダイエット!「あの日に帰りたい」ミラクルチェンジSP                                  | |
| 9月29日  | 渡る世間は鬼ばかり最終回直前スペシャル                                                      | 同日にかつ21時から放送の『渡る世間は鬼ばかり・最終シリーズ』最終回2時間スペシャルに先駆けて放送。 中部日本放送・中国放送・テレビ高知・大分放送・琉球放送を除く非ネット局でも同時ネットで放送。中国放送はプロ野球中継に差し替え。                                                        |
| 10月13日 | 世界衝撃映像100連発 カメラが見た劇的瞬間                                                    | 北海道放送はプロ野球中継に差し替えたため後日振替放送。 信越放送は下記番組に差し替え。 南日本放送は同時ネットで放送。 |
| 10月20日 | 激突ものまねウォーズ 新旧!下克上バトル!                                                     | 青森テレビは同時ネットで放送。 北陸放送は下記番組に差し替え。 |
| 10月27日 | ドラフト緊急生特番!お母さんありがとう 夢を追う母と子の壮絶人生ドキュメント 運命の瞬間生中継 | 北海道放送は下記番組に差し替え。 毎日放送・熊本放送は下記番組に差し替え。 山陰放送は同時ネットで放送。 |
| 11月3日  | 大ヒットのアノ本!試してみます                                                               | テレビ山梨は下記番組に差し替え。 |
| 11月10日 | 街に住んで調査せよ! 内村不動産                                                              | 青森テレビは同時ネットで放送。 毎日放送・熊本放送は下記番組に差し替え。 中国放送は下記番組に差し替えたため後日振替放送。 |
| 11月17日 | 孤独死ドキュメント…生と死を見つめてSP                                                       | RKB毎日放送は同時ネットで放送。 テレビユー山形は下記番組に差し替え。 静岡放送は下記番組に差し替え。 北陸放送は下記番組に差し替え。 |
| 11月24日 | 今!この芸人が面白い 爆問パワフルフェイス 見逃し厳禁ネタ30連発                               | 毎日放送は下記番組に差し替え予定だったが諸事情により放送中止となり当番組を同時ネット。 青森テレビは同時ネットで放送。 IBC岩手放送は下記番組に差し替えたため後日振替放送。 |
| 12月1日  | お坊さんバラエティー芸能人駆け込み寺                                                        | 南日本放送は同時ネットで放送。 テレビ山梨は下記番組に差し替え。 長崎放送は下記番組に差し替え。 |
| 12月8日  | ジョブチューン アノ職業のヒミツぶっちゃけます!                                              | 青森テレビ・南日本放送は同時ネットで放送。 信越放送は下記番組に差し替え。 毎日放送は下記番組に差し替え。 中国放送は下記番組に差し替えたため後日振替放送。 |
| 12月15日 | さようなら!水戸黄門 今夜限りの永久保存版 ご老公と歩んだ42年史                               | 毎日放送は下記番組に差し替え。 テレビ高知は同時ネットで放送。 |
| 12月22日 | スキャンダル総決算!修羅場スター全員集合 ワイドショー女子会III                               | 青森テレビ・テレビ高知・琉球放送は同時ネットで放送。 信越放送は下記番組に差し替え。 長崎放送は下記番組に差し替え。 |

### 2012年
| 放送日  | 企画                                                                                         | 備考 |
| ------- | -------------------------------------------------------------------------------------------- | --- |
| 1月5日  | 初出し世界の恐怖映像 超絶叫200%最強版!                                                       | 青森テレビ・テレビ山口・テレビ高知・大分放送・宮崎放送を除く非ネット局でも同時ネットで放送。 |
| 1月12日 | 私の何がイケないの?                                                                          | 2011年度後期（同年10月-2012年3月）に放送されたレギュラー第1期のスペシャル版。 青森テレビは同時ネットで放送。 テレビ山梨は下記番組に差し替えたため後日振替放送。 IBC岩手放送は下記番組に差し替えたため後日振替放送。                                                                                       |
| 1月19日 | 激闘!女性捜査官たち“ナメんじゃないよ"修羅場の女…密着24時                                     | 毎日放送は下記番組に差し替えたため後日振替放送。 |
| 1月26日 | 知らなきゃ、そんっそん!お悩み知恵袋 その手があったか!                                        | 青森テレビ・南日本放送は同時ネットで放送。 |
| 2月2日  | キョクターン!〜極端度120%の笑える世界映像大放出SP!〜                                         | 青森テレビ・南日本放送は同時ネットで放送。 テレビ山梨は下記番組に差し替えたため後日振替放送。 |
| 2月9日  | 100kg超級ダイエット! あの日に帰りたい6〜体重半分!激ヤセSP                                    | |
| 2月16日 | 激撮!日本の海を守る 海上保安庁・密着24時                                                     | 北陸放送は下記番組に差し替えたため後日振替放送。 |
| 2月23日 | 世界の果ての日本人!〜ここが私の理想郷〜                                                      | 青森テレビ・山陰放送は同時ネットで放送。 IBC岩手放送は下記番組に差し替えたため後日振替放送。 |
| 3月1日  | 世界衝撃映像100連発 カメラが見た劇的瞬間                                                     | 信越放送は下記番組に差し替え。 チューリップテレビは下記番組に差し替え。 毎日放送・IBC岩手放送・熊本放送は下記番組に差し替え。このうち毎日放送は他日振替放送。 長崎放送は下記番組に差し替え。 |
| 3月8日  | カバーソング・バトル                                                                         | 青森テレビは同時ネットで放送。 毎日放送は下記番組に差し替え。 |
| 3月15日 | 激撮!新人警察官24時 犯罪捜査の舞台裏SP                                                       | テレビユー山形は下記番組に差し替え。 テレビ山梨・長崎放送は下記番組に差し替え。 新潟放送は下記番組に差し替え。 信越放送は下記番組に差し替え。 チューリップテレビは下記番組に差し替え。 熊本放送は下記番組に差し替え。                                                                                     |
| 3月22日 | 日台韓代表ガチバトル アジアンエース春の陣 初ゴールデン進出SP                                 | 全国ネット |
| 4月5日  | 英才教育TV〜失敗しない子育て大公開SP〜                                                       | 北海道放送・毎日放送・中国放送はプロ野球中継に差し替え。北海道放送・中国放送は後日振替放送。 青森テレビ・大分放送は同時ネットで放送。 山陰放送はこの回から同時ネット。 |
| 4月12日 | 激闘大家族スペシャル帰ってきたあの加藤家五男三女10人大家族に完全密着!29歳美人妻854日の奮闘記 | 当初、テレビ雑誌の発表では「クイズダービー2012」を予定していたが、4月17日（火）19:56 - 21:48と放送日時を入れ替えた。 毎日放送・中国放送はプロ野球中継に差し替え。毎日放送は後日振替放送。 青森テレビ・大分放送は同時ネットで放送。                                                                        |
| 4月26日 | ジョブチューン アノ職業のヒミツぶっちゃけます!                                               | 北海道放送・東北放送・毎日放送・中国放送はプロ野球中継に差し替えたため後日振替放送。 青森テレビは同時ネットで放送。 |
| 5月3日  | 激突ものまねウォーズ                                                                         | 毎日放送は下記番組に差し替えたため後日振替放送。 静岡放送は下記番組に差し替え。 青森テレビ・南日本放送は同時ネットで放送。 テレビ山梨は下記番組に差し替えたため後日振替放送。 |
| 5月10日 | マサカっ!の実話SHOW 金に目がくらんだ悪魔たち〜人はナゼお金に魅せられ罪を犯すのかSP           | 北海道放送は当初プロ野球中継に差し替え予定だったが雨天中止となり当番組を同時ネット。 毎日放送は下記番組に差し替え。 青森テレビ・南日本放送は同時ネットで放送。 |
| 5月17日 | お坊さんバラエティー!芸能人駆け込み寺                                                        | 北海道放送・毎日放送・中国放送はプロ野球中継に差し替えたため後日振替放送。 |
| 5月24日 | 超!高!凄!旨!これ見れば1000%完全攻略東京スカイツリーSP                                        | 青森テレビ・南日本放送は同時ネットで放送。 |
| 5月31日 | 明石家さんまのずっとあなたが好きだった!                                                      | 青森テレビは同時ネットで放送。 IBC岩手放送は下記番組に差し替え。 北陸放送は下記番組に差し替えたため後日振替放送。 熊本放送は下記番組に差し替えたため後日振替放送。 |
| 6月14日 | 脳内ワードQ ヒキダス!SP                                                                      | 青森テレビは同時ネットで放送。 東北放送・毎日放送はプロ野球中継に差し替え。東北放送は後日振替放送。 |
| 6月21日 | 激撮!密着警察24時!犯罪捜査最前線SP                                                           | テレビユー山形・チューリップテレビは下記番組に差し替え。 毎日放送は下記番組に差し替え。 |
| 6月28日 | 注文の多い料理人                                                                             | 北海道放送・毎日放送・中国放送はプロ野球中継に差し替えたため、後日振替放送。 青森テレビ・南日本放送は同時ネットで放送。 |
| 7月5日  | 有田とマツコと男と女 超禁断の世論調査SP5                                                     | 北海道放送はプロ野球中継に差し替えたため後日振替放送（字幕放送も実施）。 チューリップテレビは下記番組に差し替えたため後日振替放送。 青森テレビは同時ネットで放送。 |
| 7月12日 | あたしら!カーマ協同組合                                                                      | 北海道放送はプロ野球中継に差し替えたため後日振替放送。 信越放送は下記番組に差し替え。 長崎放送・熊本放送は下記番組に差し替え。 青森テレビは同時ネットで放送。 |
| 7月19日 | 女の波乱万丈人生SP プロ野球選手の妻たち                                                      | 信越放送は下記番組に差し替えたため後日振替放送。 青森テレビは同時ネットで放送。 |
| 7月26日 | 蘇る昭和の歌姫伝説2 今夜限りの完全保存版                                                     | 北海道放送・RKB毎日放送・熊本放送はプロ野球中継に差し替え。RKB毎日放送・北海道放送は後日振替放送。 IBC岩手放送は下記番組に差し替えたため後日振替放送。 信越放送は下記番組に差し替え。 青森テレビは同時ネットで放送。                                                                                      |
| 8月9日  | 王様のチョイス! 〜使える芸能人は誰だ!?〜                                                     | TBSテレビ・毎日放送共同制作。 番組制作は関連会社・MBS企画が参加する等毎日放送主導だが、配信はTBSテレビが担当。 東北放送はプロ野球中継に差し替えため後日振替放送。 信越放送は下記番組に差し替え。 南日本放送は同時ネットで放送。                                                                           |
| 8月16日 | 世界の果ての日本人!〜ここが私の理想郷〜                                                      | 北海道放送・東北放送・毎日放送・中国放送はプロ野球中継に差し替え。北海道放送・東北放送・中国放送は後日振替放送。 テレビ山梨は下記番組に差し替え。 信越放送は下記番組に差し替え。 チューリップテレビは下記番組に差し替え。 熊本放送は下記番組に差し替えたため後日振替放送。 青森テレビは同時ネットで放送。 |
| 8月23日 | 激闘!修羅場の女…密着24時                                                                     | 北海道放送・中国放送はプロ野球中継に差し替え。中国放送は後日振替放送。 テレビ山梨は下記番組に差し替え。 信越放送は下記番組に差し替えたため後日振替放送。 毎日放送は下記番組に差し替えたため後日振替放送。 熊本放送は下記番組に差し替え。                                                                  |
| 8月30日 | 世界の怖い夜〜夏休み最後の絶叫SP〜                                                           | 北海道放送はプロ野球中継に差し替えたため後日振替放送。 IBC岩手放送は下記番組に差し替え。 毎日放送、熊本放送は下記番組に差し替え。 |
| 9月6日  | 夫婦問題バラエティ!ラブネプ 本当にあった壮絶離婚を徹底再現SP                                 | 中国放送はプロ野球中継に差し替えたため後日振替放送。 北海道放送は下記番組に差し替えたため後日振替放送。 青森テレビは同時ネットで放送。 |
| 9月13日 | こんな所にまだあった笑撃すごいモノ調査隊〜いよっ!日本いち〜                                  | 北海道放送・東北放送・毎日放送はプロ野球中継に差し替え。北海道放送・東北放送は後日振替放送。 青森テレビは同時ネットで放送。 |
| 9月20日 | 7DAYSチャレンジ                                                                              | 信越放送は下記番組に差し替え。 チューリップテレビは下記番組に差し替え。 青森テレビ・テレビ山口・南日本放送は同時ネットで放送。 |
| 9月27日 | ジョブチューン アノ職業のヒミツぶっちゃけます!                                               | スパモク!!最終回 北海道放送・中国放送はプロ野球中継に差し替えたため後日振替放送。 信越放送は下記番組に差し替え。 青森テレビ・テレビ山口・RKB毎日放送は同時ネットで放送。 |

### 系列局の差し替え
ここでは通常「スパモク!!」をネットしていた局に限り、主に自主制作番組について記す。

#### 北海道放送
| 放送日         | 企画 | 備考 |
| -------------- | --- | ---- |
| 2011年6月23日  | ケッパレ!ごはん（19:00 - 20:00） START!!〜北海道アイドル☆プロジェクト〜（20:00 - 20:54）                                                 |      |
| 2011年10月27日 | 森崎博之のあぐり王国北海道スペシャル!秋の親子収穫祭（19:00 - 20:00） 日本一奪回へ!!Bravo!ファイターズ決戦直前スペシャル（20:00 - 20:54） |      |

#### IBC岩手放送
| 放送日            | 企画                                                                                 | 備考                                                                                                |
| ----------------- | ------------------------------------------------------------------------------------ | --------------------------------------------------------------------------------------------------- |
| 2011年3月17・24日 | 震災情報いわて・ふるさとは負けない!!被災地の今、ライフライン情報                     | 2011年3月11日に発生した東日本大震災の影響により、自社制作のライフライン情報を多くの時間で編成した。 |
| 2011年6月23日     | 平泉－まもなく世界遺産登録へ（20:00 - 20:54）                                        | |
| 2011年6月30日     | 世界を巡る夢庭園（20:00 - 20:54）                                                    | |
| 2011年8月11日     | 岩手・盛岡2011さんさ踊り〜元気いっぱい!夏の夜に集う〜（19:00 - 19:54）               | |
| 2011年11月24日    | 明日への証（しるし）・幾年経るとも用心あれ-2011.03.11.東日本大震災-（19:00 - 19:54） | |
| 2012年2月23日     | 明日への証〜まごころがつなぐ（19:00 - 19:54）                                        | |

#### 東北放送
| 放送日        | 企画                                                       | 備考                           |
| ------------- | ---------------------------------------------------------- | ------------------------------ |
| 2011年4月7日  | Nスタスペシャル 東日本大震災〜被災1ヶ月 復興への道のりは〜 | テレビユー山形でも同時ネット。 |
| 2011年8月11日 | 生中継!ライト アップ ニッポン（18:55 - 20:00）             |                                |

#### テレビ山梨
| 放送日        | 企画 | 備考                                                      |
| ------------- | --- | --------------------------------------------------------- |
| 2011年8月18日 | UTYスペシャル 山梨を知りたい! |                                                           |
| 2011年11月3日 | まもられてるから まもりたい やまなしの森〜100年を迎えて〜（19:00 - 19:55） ウッティ発!一枚の写真〜左手一本のシュート〜（19:55 - 20:54） |                                                           |
| 2012年1月12日 | UTY新春スペシャル リニアで山梨をどう変えるか〜時速500キロが拓く明日〜                                                                   | 同局で2012年1月1日14:30 - 16:24に放送された番組の再放送。 |
| 2012年5月3日  | UTYスペシャル 山梨を知りたい!「木」 |                                                           |
| 2012年8月16日 | UTYスペシャル 山梨を知りたい!「山」（18:15 - 20:50）                                                                                    |                                                           |

#### 信越放送
| 放送日         | 企画 | 備考 |
| -------------- | --- | --- |
| 2010年4月22日  | 天下の大祭 おんばしら 〜豪快!山出し〜（20:00 - 20:54）                                                                                         | |
| 2010年5月20日  | 天下の大祭 おんばしら 〜華麗!里曳き〜（19:00 - 19:54）                                                                                         | |
| 2010年9月16日  | 自然の宝庫!未知なる信州を再発見（20:00 - 20:54）                                                                                               | |
| 2010年11月11日 | クワバタオハラのラーメン屋さん「言っちゃいなっ!」シーズン4（20:00 - 20:54）                                                                    | |
| 2010年12月23日 | SBCニュースワイドスペシャル2010（18:15 - 20:49）                                                                                               | |
| 2011年4月28日  | まちづくり 小布施流（20:00 - 20:54） | |
| 2011年7月14日  | 信州の自然満喫! おとなの夏休み（20:00 - 20:54）                                                                                                | |
| 2011年7月28日  | 小さな命を支えて〜長野県立子ども病院〜（20:00 - 20:54）                                                                                        | |
| 2011年8月11日  | クワバタオハラのラーメン屋さん「言っちゃいなっ!」シーズン5（20:00 - 20:54）                                                                    | |
| 2011年10月13日 | 信州ふれあい癒し旅 自然満喫 湯めぐり 味めぐり（19:00 - 19:54）                                                                                 | |
| 2011年12月8日  | 見つけた!とっておきの信州〜お出かけ食べルート〜（19:00 - 19:54）                                                                               | |
| 2011年12月22日 | 松本山雅FC J2 夢の舞台へ（20:00 - 20:54） | |
| 2012年3月1日   | カヤモヤン!高校生たちのフィリピン医療ボランティア（19:00 - 19:55） 2012シーズン到来!スポーツが信州の元気を創る（20:00 - 20:54）                | 後者はJリーグ ディビジョン2の松本山雅FC、北信越ベースボールチャレンジリーグの信濃グランセローズを取り上げたスポーツ特集 |
| 2012年3月15日  | 見つけた!とっておきの信州 早春〜お出かけ食べルート〜（19:00 - 19:54）                                                                          | |
| 2012年7月12日  | 自転車つれづれ旅日和 松本〜安曇野編（19:00 - 19:54） 涼しい夏旅 おいでよ!さわやか信州へ（20:00 - 20:54）                                       | |
| 2012年7月19日  | 涼見つけた!信州の彩り旅 健康長寿しあわせスポット巡り（20:00 - 20:54）                                                                          | |
| 2012年7月26日  | 信州応援バラエティ ナウマンゾウのメガホン（19:00 - 19:54）                                                                                     | |
| 2012年8月9日   | クワバタオハラのラーメン屋さん「言っちゃいな!」シーズン6（20:00 - 20:54）                                                                      | |
| 2012年8月16日  | 第64回諏訪湖祭湖上花火大会 完全生中継 | |
| 2012年8月23日  | 信州応援バラエティ ナウマンゾウのメガホン（19:00 - 19:54）                                                                                     | |
| 2012年9月20日  | 信州応援バラエティ ナウマンゾウのメガホン（19:00 - 19:54）                                                                                     | |
| 2012年9月27日  | 長野新幹線開業15周年記念特番夢をのせて走る!軽井沢・佐久平・上田・長野の魅力発（19:00 - 19:55） 自然満喫 信州 湯めぐり味めぐり（20:00 - 20:54） | |

#### 静岡放送
| 放送日         | 企画 | 備考 |
| -------------- | --- | ---- |
| 2010年6月24日  | 富士山静岡空港開港1周年 でたとこ勝負!ご当地グルメ クイズ直行便!!〜海外編〜                                                             |      |
| 2010年11月4日  | 静岡発そこ知り 開幕!大道芸ワールドカップドーンと見せます!技と笑いと芸人魂（19:00 - 19:55）                                             |      |
| 2010年11月25日 | KIRIN SPECIAL 大道芸すべて魅せます!!市民が作った夢舞台（19:00 - 19:54）                                                                |      |
| 2011年3月24日  | 静岡発クイズ特急便 ご当地グルメ でーたとこ勝負!                                                                                        |      |
| 2011年11月17日 | KIRIN SPECIAL 町は劇場!大道芸ワールドカップin静岡～世界の技と笑（19:00 - 19:54） SBSスペシャル サヨばあちゃんの無人駅（20:00 - 20:54） |      |
| 2012年5月3日   | サッカーJリーグ清水エスパルス vs 鹿島アントラーズ（18:30 - 20:54）                                                                     |      |

#### チューリップテレビ
| 放送日        | 企画                                                                                            | 備考 |
| ------------- | ----------------------------------------------------------------------------------------------- | ---- |
| 2011年8月11日 | とやま新映像発見伝! トリタイガー（19:00 - 19:55）                                               |      |
| 2012年7月5日  | 夏の行楽大事典2012〜この夏も富山エリアがおもしろい!〜（19:00 - 19:54）                          |      |
| 2012年8月16日 | 柴田理恵認定!ゆるゆる富山遺産'12夏「あまりの暑さに遺産のネジもゆるんでますSP」（19:00 - 19:54） |      |
| 2012年9月20日 | おだづなよ～復興への船出～（19:00 - 20:00）                                                     |      |

#### 北陸放送
| 放送日        | 企画                                                                   | 備考 |
| ------------- | ---------------------------------------------------------------------- | ---- |
| 2011年1月27日 | 心ひとつ めざすは一番〜遊学館高校バトントワリング部〜（19:00 - 19:55） |      |

#### 中部日本放送（現:CBCテレビ）
同局は2010年10月以降、当時間帯に自社制作番組を放送。
| 放送日        | 企画                                                                                          | 備考                                                       |
| ------------- | --------------------------------------------------------------------------------------------- | ---------------------------------------------------------- |
| 2010年7月29日 | CBC創立60周年記念番組 夏休み!家族で行こうおでかけスペシャル                                   |                                                            |
| 2010年9月16日 | CBC創立60周年記念番組 そこ知り板東リサーチ COP10直前2時間スペシャル 美味いものにはワケがある! |                                                            |
| 2012年3月8日  | イッポウスペシャル 生きる〜孤独大国ニッポン                                                   |                                                            |
| 2012年3月15日 | そこが知りたい特捜!板東リサーチ 沖縄お騒がせ2時間SP                                           | この日に限りテレビ山梨・長崎放送・琉球放送でも同時ネット。 |

#### 毎日放送
| 放送日                 | 企画                                                                       | 備考 |
| ---------------------- | -------------------------------------------------------------------------- | --- |
| 2010年6月17日          | OSAKA漫才ヴィンテージ                                                      | 山陽放送でも同時ネット（字幕放送非対応）。 |
| 2010年7月22日          | 明石家電視台 in 長崎&熊本 九州チャーシュー皆の衆!里帰りSP                  | |
| 2010年8月5日           | せやねん!SP! 夏のメチャうま!メチャ売れ!祭り                                | |
| 2010年8月26日          | MBS開局60周年記念番組 第8回MBS新世代漫才アワード                           | 熊本放送でも同時ネット。 |
| 2010年9月2日           | MBS開局60周年記念番組 7時ですよーだ                                        | |
| 2010年10月28日         | ちちんぷいぷい 池上彰さんに聞く世界のハテナ? 西靖の60日間世界一周特別編    | |
| 2010年11月11日         | 吉本陸上競技会ザ・ゴールデン                                               | |
| 2010年11月25日         | クイズ大阪No.1決定戦                                                       | |
| 2010年12月2日          | おばちゃんなんて言わせない!花咲く女のパラダイス                            | |
| 2011年2月3日           | OSAKA漫才ヴィンテージ                                                      | 熊本放送でも同時ネット。 |
| 2011年2月10日          | ベストアンサーは誰?芸人検索バスツアー!                                     | |
| 2011年2月17日          | ビビビのB級グルメ道                                                        | |
| 2011年2月24日          | 上沼恵美子のわがまま旅物語。                                               | |
| 2011年3月3日           | よしもと100人に聞きました! ○○といえば!?あの芸人                            | |
| 2011年4月7日           | ちちんぷいぷい特別編 池上彰さんに聞く世界のハテナ?II                       | 熊本放送でも同時ネット。 |
| 2011年5月26日          | 雨上がり決死隊・なるみの関西ゴールデン!なにわオールスター大感謝祭          | |
| 2011年6月2日           | OSAKA漫才ヴィンテージ                                                      | |
| 2011年6月16日          | ちちんぷいぷい特別編 ホンマかいな?!リアル世界くん                          | |
| 2011年7月7日           | 京都〜鹿児島1000キロ 新幹線アポなしグルメ旅                                | 毎日放送・RKB毎日放送共同制作。 長崎放送・熊本放送・南日本放送でも同時ネット。 |
| 2011年7月14日          | よしもと100人に聞きました!○○といえば!?あの芸人                             | |
| 2011年7月21日          | 明石家電視台in韓国 おめぇらに食わせるサムゲタンはねえ!このこの〜スペシャル | |
| 2011年8月18日          | 夏休みアニメスペシャル まんが日本昔ばなし                                  | |
| 2011年8月25日          | 第9回MBS新世代漫才アワード                                                 | 熊本放送でも同時ネット。 |
| 2011年10月27日         | 吉本陸上競技会ザ・ゴールデン2011                                           | 熊本放送でも同時ネット。 |
| 2011年11月10日         | ちちんぷいぷい特別編 池上彰さんに聞く世界のハテナ?III                      | 熊本放送でも同時ネット。 |
| 2011年11月24日（中止） | 激突!選挙直前スペシャル『どうなる大阪の運命』                              | 大阪市長選挙に立候補した平松邦夫 と橋下徹、更に田原総一朗や大阪市民50人を交えた対決討論会として生放送される予定だったが、諸事情により放送休止となり、TBSからの『パワフルフェイス』のネット受け番組に変更となった。 |
| 2011年12月8日          | 吉本芸人が一番ええ店教えます!大阪最強の穴場ツアー                          | |
| 2011年12月15日         | 雨上がりの芸能界トークバトル 似たものキャラ大集合SP                        | |
| 2012年1月19日          | 大阪ラーメン覇王決定戦                                                     | |
| 2012年3月1日           | ビビビのB級グルメ道                                                        | 毎日放送・RKB毎日放送共同制作。 IBC岩手放送・熊本放送・南日本放送でも同時ネット。 |
| 2012年3月8日           | ニュースの熱源!関西人必見!巨大地震・津波の「ホント?ウソ?」                 | |
| 2012年5月3日           | 京都B級グルメ覇王決定戦                                                    | 「MBS京都ウィーク」（2012年4月30日 - 5月6日）期間中のテレビ番組の一つとして放送。 |
| 2012年5月10日          | ちちんぷいぷい特別編 池上彰さんに聞く世界のハテナ?IV                       | |
| 2012年6月21日          | クイズ!オーサカ理由学                                                      | |
| 2012年8月23日          | 痛快!明石家電視台 北海道グルメツアー                                       | |
| 2012年8月30日          | 第10回MBS新世代漫才アワード                                                | 熊本放送でも同時ネット。 |

#### 中国放送
| 放送日         | 企画                                                                                               | 備考                                               |
| -------------- | -------------------------------------------------------------------------------------------------- | -------------------------------------------------- |
| 2010年5月20日  | The Hiroshima 広島まる分かり大辞典                                                                 |                                                    |
| 2010年11月11日 | 2010カープ総決算 主力選手がぶっちゃけトーク                                                        |                                                    |
| 2010年12月2日  | THE 戦国グルメ〜ディレクターズカット版                                                             |                                                    |
| 2011年1月6日   | 元就。スペシャル〜広島・正月の陣〜                                                                 |                                                    |
| 2011年7月7日   | 元就。夏休み直前スペシャル どっちの旅でがんす?〜ワシは西に行くか?東に行くか?迷っているのじゃ〜の巻 |                                                    |
| 2011年7月21日  | 広島発!ご当地大学ビックリSHOW                                                                      |                                                    |
| 2011年11月10日 | 我流でいこう〜広島を極める2泊3日の旅〜                                                             | 出演：横山雄二（中国放送アナウンサー）・吉川晃司。 |
| 2011年12月8日  | 2011カープ通信簿〜これであなたも赤ヘル通                                                           |                                                    |

#### テレビ高知
| 放送日        | 企画                                                                       | 備考 |
| ------------- | -------------------------------------------------------------------------- | ---- |
| 2010年8月12日 | 土佐の夏2010よさこい節だョ人生はSP                                         |      |
| 2010年9月16日 | 第34回歌って走ってキャラバンバン決勝大会                                   |      |
| 2011年8月11日 | 速報!生よさこい2011（19:00 - 19:54）                                       |      |
| 2011年9月8日  | 第35回歌って走ってキャラバンバン決勝大会（18:55 - 20:54）                  |      |
| 2012年5月3日  | ファイティングナイター高知ファイティングドッグス VS 徳島インディゴソックス |      |

#### RKB毎日放送
| 放送日        | 企画                                                        | 備考                                                                              |
| ------------- | ----------------------------------------------------------- | --------------------------------------------------------------------------------- |
| 2011年3月10日 | 祝全線開業!! 九州新幹線・三都物語〜福岡まるわかりベスト10〜 | 山陽放送・中国放送・熊本放送・南日本放送でも同時ネット。                          |
| 2011年7月7日  | 京都〜鹿児島1000キロ 新幹線アポなしグルメ旅                 | 毎日放送・RKB毎日放送共同制作。 長崎放送・熊本放送・南日本放送でも同時ネット。    |
| 2012年3月1日  | ビビビのB級グルメ道                                         | 毎日放送・RKB毎日放送共同制作。 IBC岩手放送・熊本放送・南日本放送でも同時ネット。 |
| 2012年7月12日 | 夏休み直前SP 九州沖縄7局生中継 今夜決定!底ヂカラ王          | 長崎放送・熊本放送・大分放送・宮崎放送・南日本放送・琉球放送でも同時ネット。      |

#### 長崎放送
| 放送日         | 企画 | 備考 |
| -------------- | --- | ---- |
| 2011年3月3日   | 長崎は美味いぞ!〜ブランドながさきを売り込め〜 パート3（20:24 - 20:54）                                                                        |      |
| 2011年12月1日  | オペラが流れる町、長崎（19:00 - 19:54） |      |
| 2011年12月22日 | ダイワハウススペシャル 謎の男〜小山薫堂ひらめきの系譜〜（19:00 - 19:54） ときめきバザール（20:00 - 20:54）                                    |      |
| 2012年3月1日   | 広がれ!地域コミュニティ（19:00 - 19:15） ときめきバザール（19:15 - 19:45） 自殺対策番組 明かりをつけようメンタルヘルス問題篇（19:45 - 20:00） |      |

#### 大分放送
| 放送日        | 企画 | 備考 |
| ------------- | --- | ---- |
| 2010年9月16日 | OBSテレビ開局50周年記念報道特別番組 OBSテレビが伝えた大分の50年 草野仁のおおいた再発見!（18:15 - 20:54） |      |

#### 南日本放送
| 放送日        | 企画                                                                              | 備考 |
| ------------- | --------------------------------------------------------------------------------- | ---- |
| 2011年8月18日 | 平成23年度日本民間放送連盟賞 九州・沖縄地区最優秀「どんかご」2本一挙放送!夏休みSP |      |
| 2011年8月25日 | TEGE2 魅せます!かごしま錦江湾サマーナイト大花火大会2時間スペシャル                |      |

#### 琉球放送
| 放送日        | 企画 | 備考 |
| ------------- | --- | ---- |
| 2012年5月17日 | ゴリmeets復帰っ子〜不惑をむかえた“沖縄”2時間激論                                                                              |      |
| 2012年5月24日 | 復帰40年の姿たち〜車窓で出会った景色と人々〜（19:00 - 19:55） 復帰40周年特別番組「沖縄と自衛隊〜40年と今〜」（20:00 - 20:54） |      |

## レギュラー昇格となった番組
特注のない限りは、TBS系列フルネット局同時ネット。
- あの日に帰りたい

2010年10月13日より水曜19時枠にて『激変!ミラクルチェンジ』と改題して放送。2011年3月で終了。ローカルセールス枠のため、一部地域では遅れネットや未放送。2011年9月22日に再び『あの日に帰りたい』として「スパモク!!」に戻る
- 世界のコワ〜イ女たち

2011年4月12日より火曜21時枠にて『ブラマヨ衝撃ファイル 世界のコワ〜イ女たち』と改題して放送。2012年3月13日に終了。
- 教科書にのせたい!

2011年4月19日より火曜20時枠にて放送。2012年9月4日に終了。
- 世界ぶっちぎり映像!

2012年4月21日より土曜20時枠にて『THEぶっちぎりTV』と改題して放送。同年9月8日に終了。
- 王様のチョイス! 〜使える芸能人は誰だ!?〜

2012年10月より本番組の後番組として木曜19時枠にて『使える芸能人は誰だ!?プレッシャーバトル!!』として放送、のちに『プレバト!!』に改題。レギュラー化とともに毎日放送単独製作となる。現在でも時折、当枠が放送された時間帯に2時間スペシャルを放送することもある。
- ジョブチューン アノ職業のヒミツぶっちゃけます!

2013年2月2日より『ネプの超法則!!』の後番組として土曜20時枠にて放送。

## スタッフ
- 製作著作:TBS